# 1465년

## 연호
- 명(明) 성화(成化) 원년
- 일본(日本) 간쇼(寛正) 6년
- 후 레 왕조(後黎朝) 꽝투언(光順) 6년

## 기년
- 명(明) 헌종 성화제(憲宗 成化帝) 원년
- 조선(朝鮮) 세조(世祖) 11년
- 후 레 왕조(後黎朝) 성종(聖宗) 6년

## 사망
- 조선의 유학자 권람
- 조선의 문신 이극감
- 조선의 문신·천문학자 이순지